# Presidentvalet i USA 1972
Presidentvalet i USA 1972 hölls den 7 november 1972 över hela USA.
Valet stod mellan den sittande republikanske presidenten Richard Nixon från Kalifornien och den demokratiske senatorn George McGovern från South Dakota.
Nixon vann valet med näst största marginal i amerikansk historia. Endast 1936 års val hade större segermarginal. Det kom senare fram att Nixon använt sig av olagliga metoder i valet för att besegra McGovern. Det avslöjades senare och blev känt som Watergateskandalen. Valet var även det första där Libertarian Party ställde upp, med en elektorsröst som resultat.

## Demokraternas nominering
Anmälda kandidater:
- Shirley Chisholm, kongressledamot från New Yorks 12:e kongressionella distrikt
- Fred R. Harris, senator från Oklahoma
- Vance Hartke, senator från Indiana
- Hubert Humphrey, senator från Minnesota, tidigare vicepresident och 1968 års kandidat
- Henry M. Jackson, senator från Washington
- John Lindsay, borgmästare från New York
- Eugene McCarthy, senator från Minnesota, och kandidat för 1968 års nominering
- George McGovern, senator från South Dakota
- Wilbur Mills, kongressledamot från Arkansas 2:a kongressionella distrikt
- Edmund Muskie, senator från Maine, samt 1968 års medkandidat
- George Wallace, guvernör från Alabama, samt 1968 års kandidat för American Independent Party
- Sam Yorty, borgmästare från Los Angeles

Demokraternas konvent
- George McGovern 1864.95
- Henry M. Jackson 525
- George Wallace 381.7
- Shirley Chisholm 151.95
- Terry Sanford (tidigare guvernör från North Carolina) 77.5
- Hubert Humphrey 66.7
- Wilbur Mills 33.8
- Edmund Muskie 24.3
- Ted Kennedy (senator från Massachusetts) 12.7
- Wayne Hayes (kongressledamot från Ohios 18:e kongressionella distrikt) 5
- Eugene McCarthy 2
- Walter Mondale (senator från Minnesota) 2
- Ramsey Clark (justitieminister under Johnson) 1
- Vance Hartke 1

Medkandidaten valdes simultant med presidentkandidaten:
- Thomas Eagleton (senator från Missouri) 1741.81
- Sissy Farenthold 404.04
- Mike Gravel (senator från Alaska) 225.38
- Endicott Peabody (tidigare guvernör från Massachusetts) 107.26
- Clay Smothers 74
- Birch Bayh (senator från Indiana) 62
- Peter Rodino (kongressledamot från New Jerseys 10:e kongressionella distrikt) 56.5
- Jimmy Carter (guvernör från Georgia) 30
- Shirley Chisholm 20
- Moon Landrieu (borgmästare från New Orleans) 18.5
- övriga 276.49

McGovern valde Thomas Eagleton som vicepresidentkandidat men nödgades efter att dennes sjukdom blivit känd i media ersätta honom med Sargent Shriver från Maryland.

## Republikanernas nominering
Anmälda kandidater:
- John M. Ashbrook, kongressledamot från Ohios 17:e kongressionella distrikt
- Pete McCloskey, kongressledamot från Kaliforniens 11:e kongressionella distrikt
- Richard Nixon, president av USA

Republikanernas konvent
- Richard Nixon 1323 röster
- Peter McCloskey 1 röst

## Resultat
| Kandidat                | Medkandidat            | Röster     | %      | Elektorsröster |
| ----------------------- | ---------------------- | ---------- | ------ | -------------- |
| Richard Milhous Nixon   | Spiro Theodore Agnew   | 47,169,911 | 60,7 % | 520            |
| George Stanley McGovern | Robert Sargent Shriver | 29,170,383 | 37,5 % | 17             |
| Totalt                  |                        | 77,744,027 | 100 %  | 538            |